# Justin Shenkarow
Justin Shenkarow (Torrance, California, 17 de octubre de 1980) es un actor estadounidense.

## Biografía
Interpretó a Simon Holmes en la serie de TV Eerie, Indiana, creada en 1991 por Jose Rivera y Karl Schaefer, y producida por NBC. Más tarde, interpretó a Matthew Brock en Picket Fences, y personificó con su voz a Harold Berman en Hey Arnold! desde 1996 hasta el final de la serie.
Se graduó de la carrera de negocios desde la Universidad de Stanford, además de estudiar letras y artes por algunos años en París.
Shenkarow ha participado en programas de televisión y películas desde los 19 años recibiendo 3 nominaciones a los premios Young Artist Award por  su rol en Picket Fences. Ha actuado en series de televisión como Eerie, Indiana, Home Improvement, The Fresh Prince of Bel-Air, Strong Medicine, y Boston Public.
Su compañía de producción, "Shake That Fro Productions", ha producido 3 cortometrajes en el año 2006, en los cuales dirigió y protagonizó (Decoy, The Best Christmas Ever y Tears). En el año 2005 participó en las películas House of the Dead 2 y Comedy Hell.